# Gran Premi Adria Mobil
El Gran Premi Adria Mobil és una competició ciclista d'un sol dia que es disputa a Eslovènia. La primera edició es disputà el 2015 ja formant part del calendari de l'UCI Europa Tour.

## Palmarès
| Any  | Vencedor            | Segon               | Tercer           |         |
| ---- | ------------------- | ------------------- | ---------------- | ------- |
| 2015 | Marko Kump          | Filippo Fortin      | Mattia Gavazzi   |         |
| 2016 | Filippo Fortin      | Alberto Cecchin     | Eugenio Bani     |         |
| 2017 | Antonino Parrinello | Nicola Gaffurini    | Stanislau Bajkou |         |
| 2018 | Filippo Fortin      | Nicola Venchiarutti | Jiří Polnický    |         |
| 2019 | Marko Kump          | František Sisr      | Daniel Auer      |         |
| 2020 | suspesa             | suspesa             | suspesa          | suspesa |
| 2021 | Marijn van den Berg | Filippo Fiorelli    | Adam Ťoupalík    |         |
| 2022 | Maciej Paterski     | Nicola Venchiarutti | Andrea Debiasi   |         |
| 2023 | Tilen Finkšt        | Filippo Fortin      | Luca Colnaghi    |         |
| 2024 | Žak Eržen           | Jakub Mareczko      | Simone Buda      |         |